# Parayasa modesta
Parayasa modesta är en insektsart som beskrevs av William Lucas Distant. Parayasa modesta ingår i släktet Parayasa och familjen hornstritar. Inga underarter finns listade i Catalogue of Life.